# Доломан

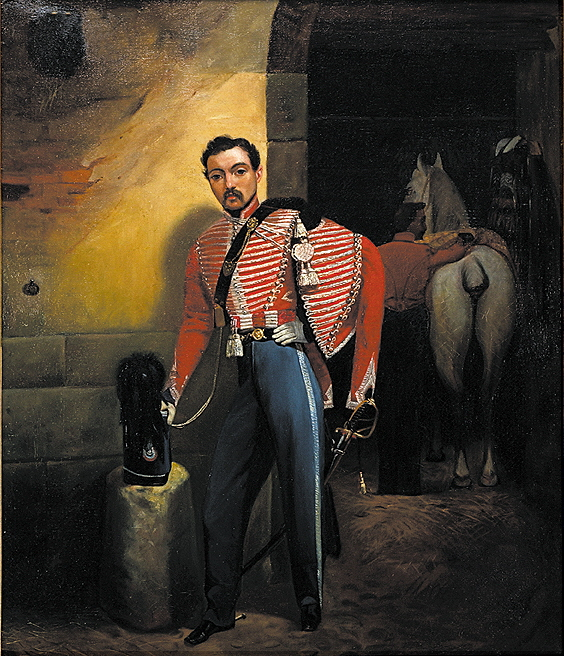
Гусар у доломані

Долома́н (від угор. dolmány < тур. dolaman — «довгополий одяг», «халат»), долма́н, дольма́н, гусарка — угорський народний одяг, а також вид військового мундиру. У Туреччині це був довгий чоловічий одяг з вузькими рукавами. Згодом (в XVIII ст.) цей одяг запозичили угорці. Угорський доломан більше схожий на довгу куртку нижче колін, пошиту із сукна або оксамиту. На грудях, руках і знизу прикрашений нашитими шнурочками, застібками «бранденбург», тасьмою. Поступово пошиття цієї куртки змінювалося, вона ставала коротшою.

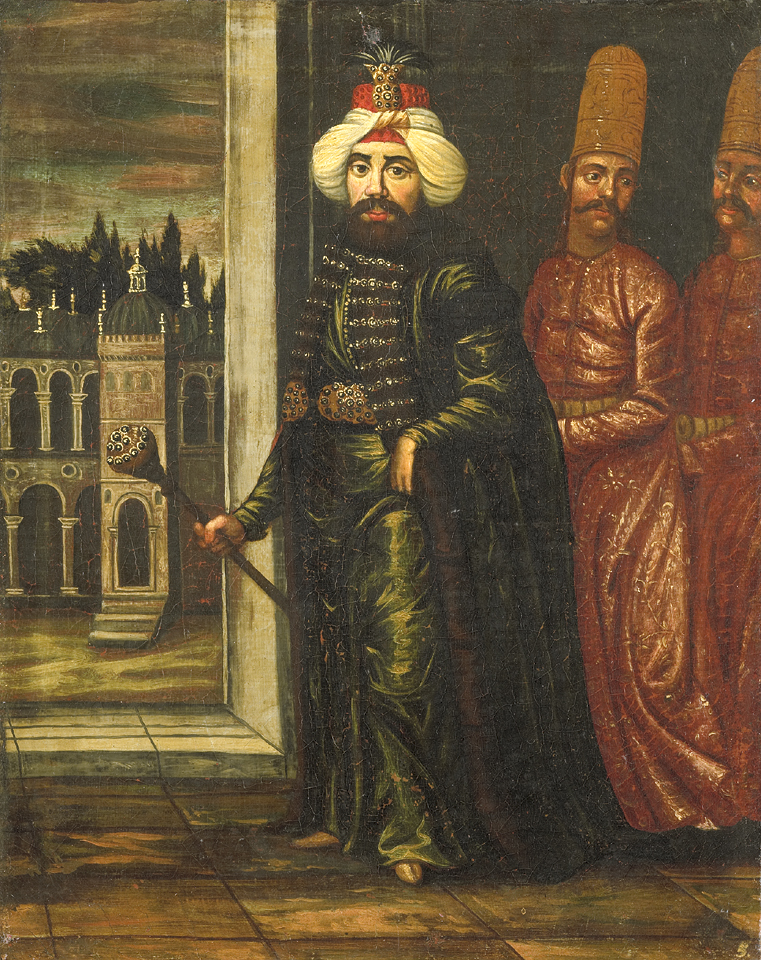
Султан Ахмед III (1703—1730) з двома слугами в доломанах

З часом доломан став традиційним одягом угорських гусарів. З XVIII ст. мода на військовий доломан поширювалася в різних європейських країнах. У Польщі доломан називали «гусаркою» (huzarka), оскільки це був одяг гусарів. Також доломан набув зовсім іншого вигляду. Тепер це була коротка куртка, але з таким самим способом оздоблення. Поверх доломана на ліве плече накидали ментик — підшиту хутром куртку. 1849 року доломани почали зникати з угорських підрозділів австрійської армії. Натомість гусари почали носити мундир аттилу — теж на основі традиційного угорського одягу.